# Блаце (община Бървеница)
Вижте пояснителната страница за други значения на Блаце.
Блаце (на македонска литературна норма: Блаце; на албански: Bllaca, Блаца) е село в Северна Македония, в община Бървеница.

## География
Селото е разположно в областта Долни Полог, на десния бряг на Вардар в западните склонове на планината Сува гора.

## История
В края на XIX век Блаце е българско село в Тетовска каза на Османската империя. Андрей Стоянов, учителствал в Тетово от 1886 до 1894 година, пише за селото:
| „ | С. Блаце. Прѣди десетина години блачани сѫ клали курбанъ на Гергйовъ день, но сега напуснали този обичай, защото на сѫщия праздникъ ходятъ въ гората надъ селото си да се миятъ и да пиятъ отъ „Самовилската вода“, която почитатъ за истински лѣкъ противъ много болести. Вѣрванието въ лѣчебната сила на различни изворчета е твърдѣ много распространено не само по селата, но и въ самото Тетово. При такива чудотворни води ходятъ прѣзъ пролѣтьта и най-много на Гергйовъ день и по четвъртъцитѣ между Въскресенне и Възнесение, прѣзъ които дни селенитѣ не работятъ за да не падне градъ на нивитѣ имъ. Посѣтителитѣ на врачебнитѣ води оставятъ при изворчетата по нѣщо отъ себе си. | “ |

Според статистиката на Васил Кънчов („Македония. Етнография и статистика“) от 1900 година. Блаце е село, населявано от 440 жители българи християни.
Според патриаршеския митрополит Фирмилиан в 1902 година в селото има 54 сръбски патриаршистки къщи. В 1905 година цялото население на селото е под върховенството на Българската екзархия. По данни на секретаря на екзархията Димитър Мишев („La Macédoine et sa Population Chrétienne“) в 1905 година в Блаце има 360 българи екзархисти и в селото функционира българско училище.
Според Афанасий Селишчев в 1929 година Блаце е село в Милетинска община в Долноположкия срез и има 62 къщи с 357 жители българи.
При избухването на Балканската война 2 души от Блаце са доброволци в Македоно-одринското опълчение.
Според преброяването от 2002 година селото има 344 жители македонци.

## Личности
Димитър Войнов, македоно-одрински опълченец;  27 годишен; III отделение; 3- а рота на 9- Велешка дружина; 2.X.1912 г. - 10.VIII.1913 г.
 Недялко Николов Янев, македоно-одрински опълченец; 30 годишен; грънчар; 1-а рота на 2-а Скопска дружина; 20.IX.1912 г. - неизвестно 